# Propaganda Pel Fet!
Propaganda Pel Fet! est un label discographique indépendant espagnol, basé à Manresa, en Catalogne.

## Histoire
Le label se caractérise par sa nature coopérative et sa collaboration avec des groupes musicaux de manière transparente et coresponsable. Elle gère notamment la distribution des bénéfices avec les artistes. Le premier groupe avec lequel il perce au-delà des circuits musicaux alternatifs est Obrint Pas, avec lequel il joue sur TV3, réalisé la première reprise d'Enderrock et effectue sa première tournée internationale. En 2010, il participe à l'inauguration de la salle de concert Stroika à Manresa.
En 2014, il fonde une société de production cinématographique, Propaganda Pel Film!, et sort son premier court-métrage, Interior.Família., ainsi que le documentaire de Feliu Ventura, en coproduction avec TV3, La memória de la música.
En 2021, à l'occasion de son 25e anniversaire et après avoir publié plus de 160 références, Propaganda Pel Fet! organise une journée festive en collaboration avec Tigre de Paper Edicions à l'Anònima de Manresa sous le titre Cultura de ruptura, et avec la participation de Mireia Calafell, Roger Palà, Feliu Ventura et Ovidi, entre autres.

## Groupes et artistes
Ils comprennent notamment :
- Achilifunk Sound System
- At Versaris[6]
- Auxili
- Batzak
- Boikot
- Cheb Balowski
- Dijous Paella
- Feliu Ventura
- Habeas Corpus
- Itaca Band
- JazzWoman
- KOP
- La Gran Orquesta Republicana
- Maria Bertomeu i Soria
- La Raíz
- Miquel del Roig
- Miquel Gil
- Obrint Pas
- Ovidi4
- Pirat's Sound Sistema
- Ràbia Positiva
- Revolta 21
- Sara Hebe
- Smoking Souls
- Xavi Sarrià
- Zoo